# 法蒂玛天主圣三教堂
法蒂玛天主圣三教堂是葡萄牙法蒂玛的一座天主教教堂，法蒂玛圣母的朝圣地，排名世界第6大教堂，兴建于2004－2007年，花费8000万欧元，完全出自朝圣者的捐赠。
2004年6月6日动工，教宗若望保禄二世在3月9日捐赠并祝福了基石，这是一块取自罗马圣伯多禄大殿的聖伯多祿坟墓的大理石。
2007年10月12日，法蒂玛显灵90周年之际，梵蒂冈国务卿和教宗本笃十六世的使节，塔尔齐西奥·贝尔托内枢机主教为这座教堂祝圣。
法蒂玛天主圣三教堂面向西北，长95米，宽115米，高20米，设有8500个座位，建筑师是希腊人亚历山德罗·汤姆巴兹斯。其装饰风格为拜占庭风格。
该教堂的艺术品由来自葡萄牙、加拿大、塞浦路斯、爱尔兰、意大利、斯洛文尼亚、波兰、德国等国家的著名艺术家共同完成。

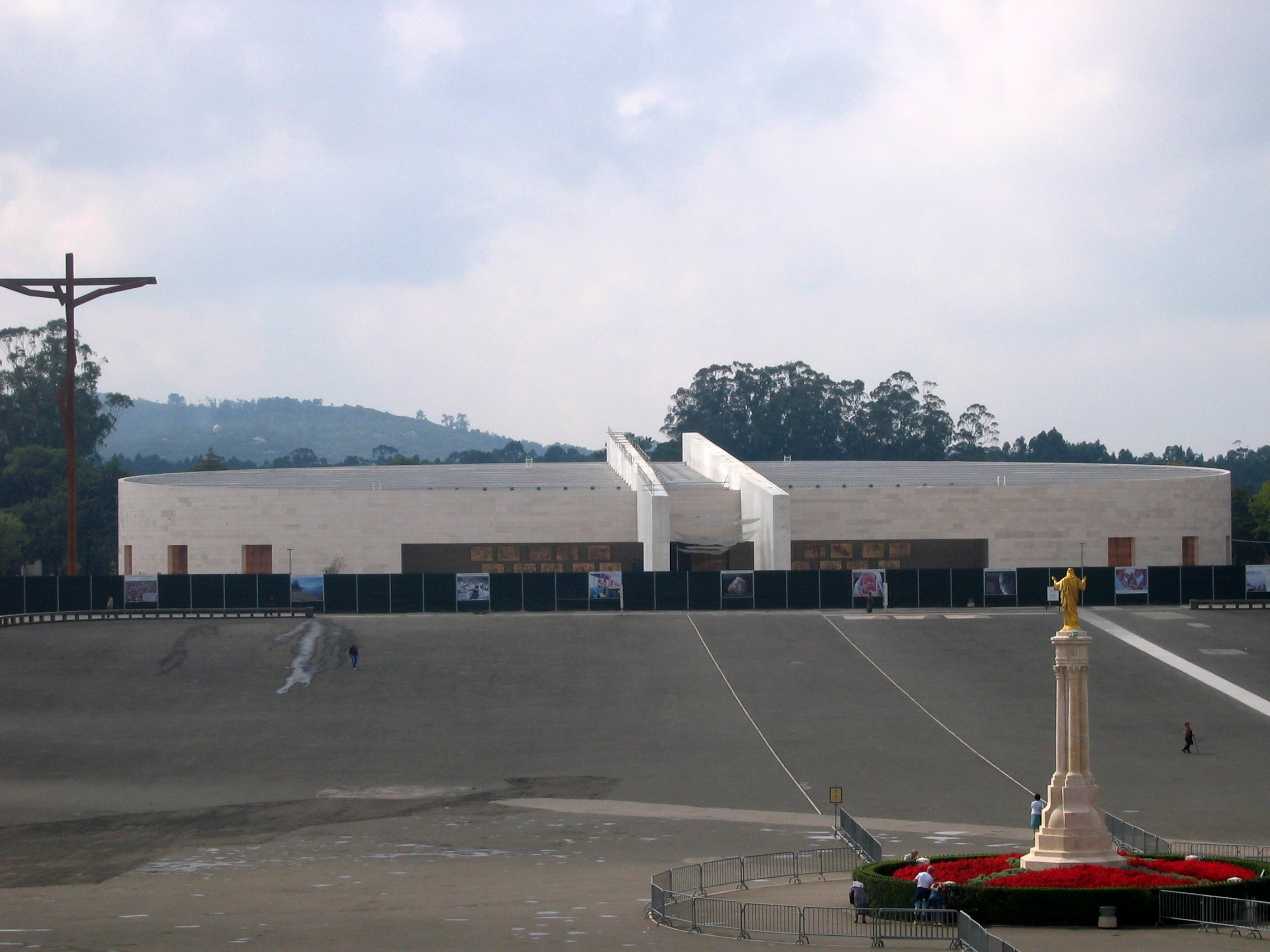

39°37′45.5″N 8°40′33″W / 39.629306°N 8.67583°W